# Nikolaos Andriakopoulos
Nikolaos Andriakopoulos (in greco Νικόλαος Ανδριακόπουλος?; Patrasso, 30 novembre 1877 – 1896) è stato un ginnasta greco.

## Biografia
Era studente di scuola superiore quando prese parte ai Giochi olimpici di Atene 1896.
Vinse la salita alla corda dove occorreva aiutarsi solo con le mani mentre le gambe dovevano rimanere distese.
Vinse anche l'argento alle parallele a squadre in quanto era membro della Panellinios Gymnastikos Syllogos.

## Palmarès
- Giochi olimpici

Atene 1896: oro nella salita alla fune; argento nelle parallele a squadre;